# 中馬込
中馬込（なかまごめ）は、東京都大田区の町名。現行行政地名は中馬込一丁目から中馬込三丁目。住居表示実施済区域。

## 地理
大田区の北部に位置する。北辺は環七通りに接し、これを境に北馬込に接する。東部は第二京浜に接し、これを境に南馬込に接する。南部は横須賀線（品鶴線）の線路に接し、これを境に西馬込に接する。西部は上池台に接す。幹線道路沿いに高層建築物が見られるほかは、主に住宅地として利用される。

### 地価
住宅地の地価は、2025年（令和7年）1月1日の公示地価によれば、中馬込1-12-5の地点で57万5000円/m2となっている。

## 世帯数と人口
2024年（令和6年）4月1日現在（東京都発表）の世帯数と人口は以下の通りである。
| 丁目         | 世帯数    | 人口     |
| ------------ | --------- | -------- |
| 中馬込一丁目 | 2,668世帯 | 4,820人  |
| 中馬込二丁目 | 1,957世帯 | 3,228人  |
| 中馬込三丁目 | 2,562世帯 | 4,778人  |
| 計           | 7,187世帯 | 12,826人 |

### 人口の変遷
国勢調査による人口の推移。
| 年                 | 人口   |
| ------------------ | ------ |
| 1995年（平成7年）  | 9,512  |
| 2000年（平成12年） | 9,772  |
| 2005年（平成17年） | 9,596  |
| 2010年（平成22年） | 10,521 |
| 2015年（平成27年） | 11,087 |
| 2020年（令和2年）  | 13,025 |

### 世帯数の変遷
国勢調査による世帯数の推移。
| 年                 | 世帯数 |
| ------------------ | ------ |
| 1995年（平成7年）  | 4,370  |
| 2000年（平成12年） | 4,787  |
| 2005年（平成17年） | 4,857  |
| 2010年（平成22年） | 5,497  |
| 2015年（平成27年） | 5,954  |
| 2020年（令和2年）  | 7,056  |

## 学区
区立小・中学校に通う場合、学区は以下の通りとなる（2023年3月時点）。
| 丁目         | 番地     | 小学校                 | 中学校             |
| ------------ | -------- | ---------------------- | ------------------ |
| 中馬込一丁目 | 全域     | 大田区立馬込第三小学校 | 大田区立貝塚中学校 |
| 中馬込二丁目 | 1〜21番  | 大田区立馬込第三小学校 | 大田区立貝塚中学校 |
| 中馬込二丁目 | 22〜26番 | 大田区立馬込小学校     | 大田区立馬込中学校 |
| 中馬込三丁目 | 23〜29番 | 大田区立馬込小学校     | 大田区立馬込中学校 |
| 中馬込三丁目 | 1〜22番  | 大田区立馬込小学校     | 大田区立貝塚中学校 |

## 事業所
2021年（令和3年）現在の経済センサス調査による事業所数と従業員数は以下の通りである。
| 丁目         | 事業所数  | 従業員数 |
| ------------ | --------- | -------- |
| 中馬込一丁目 | 73事業所  | 2,462人  |
| 中馬込二丁目 | 67事業所  | 482人    |
| 中馬込三丁目 | 87事業所  | 861人    |
| 計           | 227事業所 | 3,805人  |

### 事業者数の変遷
経済センサスによる事業所数の推移。
| 年                 | 事業者数 |
| ------------------ | -------- |
| 2016年（平成28年） | 189      |
| 2021年（令和3年）  | 227      |

### 従業員数の変遷
経済センサスによる従業員数の推移。
| 年                 | 従業員数 |
| ------------------ | -------- |
| 2016年（平成28年） | 3,270    |
| 2021年（令和3年）  | 3,805    |

## 交通
地域東部の北側（環七通りを渡ってすぐ）にある都営地下鉄浅草線馬込駅（北馬込に所在）や、南東方向にある隣の西馬込駅（西馬込に所在）が利用されており、付近を通る路線バス（東急バス）も利用されている。
横須賀線が通っているが当地域内にJRの駅はない。
環七通りと第二京浜（国道1号）が交わる松原橋は幹線道路で日本最古の、合流可能なインターチェンジ方式立体交差として知られる。

## 施設
- 大田区立馬込保育園
- 大田区立貝塚中学校
- 東京都立大田桜台高等学校
- 大田区立馬込図書館
- 大田区馬込特別出張所
- 大田中馬込郵便局
- リコー大森事業所
- 萬福寺 - 住所は隣の南馬込となる。境内にある日待供養塔は中馬込3丁目から移されたものである。

## その他

### 日本郵便
- 郵便番号 : 143-0027[2]（集配局 : 大森郵便局[16]）。